# Teo Torriatte (Let Us Cling Together)
A Teo Torriatte (Let Us CLing Together) (japánul てを  とりあって) a tizedik dal a brit Queen rockegyüttes 1976-os A Day at the Races albumáról. A szerzője Brian May gitáros volt. Japánban kislemezen is megjelent, és a 49. helyet érte el a slágerlistán.

## Története
Legfőképpen arról híres, hogy tartalmaz egy japán nyelven énekelt versszakot. May elmondása szerint az album felvétele előtt egy japán koncertkörutat tartottak, melynek során nagy hatást gyakorolt rájuk az ottani rajongók szeretete, és a japán kultúra. Hasonlóan a japán kultúra előtti tisztelgés az album You Take My Breath Away című dala. A dal címe is japán nyelvű, a „let us cling together” kifejezés fordítása. A szövegeket Chika Kujiraoka fotográfus, az együttes ismerőse fordította le, az album borítóján az ő nevét is felsorolták.
Az 1978-as Jazz album Let Me Entertain You dala utal a mű japán soraira (we'll sing to you in Japanese – japánul énekelünk neked).
A dal alapvetően a zongorajátékra épül, amelyet itt az album egészétől eltérően nem Freddie Mercury, hanem a szerző, Brian May játszott. Hallható ezen felül harmónium és műanyag zongora hangja is. A kezdeti lassú zongoradalból később egy erőteljes elektromos részbe vált át. Az album végén, rögtön e dal után egy instrumentális levezető következik, amelynek egyes motívumai az album elején lévő Tie Your Mother Down hasonló bevezetőjében is megtalálhatók, így akarták az egybefüggő dalfolyam hatását elérni. Bár a két tétel különálló, szünet nélkül úsznak egymásba, a CD kiadáson a dal és ez az instrumentális rész egy szám alá került.
Ritkán adták elő a koncerteken, főleg a kései 1970-es, és a korai 1980-as években, akkor is nagyrészt a japán koncerteken. Rendhagyó módon May zongorázott az előadásokon, majd gyorsan felállt, mielőtt a gitár részek jöttek volna. A japán nyelvű szöveget élőben is előadták, bár itt már jórészt csak Mercury énekelte, May és Roger Taylor vokalisták nélkül. A Queen + Paul Rodgers formáció is játszotta a Return of the Champions turné japán állomásain. Itt May akusztikus gitáron játszott, és ő énekelte az első részt, majd amikor elektromos gitárra váltott, akkor Paul Rodgersszel közösen. A dal felvétele szerepel a Queen on Fire – Live at the Bowl DVD extrái között, valamint a Super Live in Japan Queen + Paul Rodgers DVD kiadványon.

## Közreműködők
- Ének: Freddie Mercury
- Háttérvokál: Freddie Mercury, Brian May, Roger Taylor

Hangszerek:
- Brian May: Red Special, Yamaha zongora, Bechstein akusztikus zongora, harmónium
- John Deacon: Fender Precision Bass
- Roger Taylor: Ludwig dobfelszerelés

## Kiadás és helyezések
| Helyezések \| Év \| Ország \| Helyezés[3] \| \| ---- \| ------ \| ----------- \| \| 1977 \| Japán \| 49 \| | 7": Elektra P-157E (Japán) 1. Teo Torriatte – 4:45 2. Good Old-Fashioned Lover Boy – 2:54 |          |
| Év | Ország                                                                                    | Helyezés |
| 1977 | Japán                                                                                     | 49       |

## Külső hivatkozások
- Dalszöveg